# Hush!
Pour les articles homonymes, voir Hush.
Pour plus de détails, voir Fiche technique et Distribution.
Hush! (ハッシュ!) est un film japonais réalisé par Ryōsuke Hashiguchi, sorti en mai 2001.

## Fiche technique
- Titre : Hush!
- Titre original : Hush!
- Réalisation : Ryōsuke Hashiguchi
- Scénario : Ryōsuke Hashiguchi
- Production : Tomiyasu Ishikawa, Hiroo Tsukada, Kôsuke Sakamoto, Yusuke Wakabayashi et Tetsujiro Yamagami
- Musique : Bobby McFerrin
- Photographie : Shogo Ueno
- Montage : Ryōsuke Hashiguchi
- Décors : Fumio Ogawa
- Costumes : Masae Miyamoto
- Pays d'origine : Japon
- Langue : japonais
- Format : Couleurs - 1,85:1 - Dolby Digital - 35 mm
- Genre : Comédie dramatique
- Durée : 135 minutes
- Dates de sortie : mai 2001 (festival de Cannes), 27 avril 2002 (Japon), 3 juillet 2002 (France), 24 juillet 2002 (Belgique)

## Distribution
- Reiko Kataoka : Asako Fujikura
- Kazuya Takahashi : Naoya Hase
- Seiichi Tanabe : Katsuhiro Kurita
- Yoko Akino : Yoko Kurita
- Manami Fuji : Katsumi Hase, la mère de Naoya
- Ken Mitsuishi : Shoji Kurita, le frère de Katsuhiro
- Tsugumi : Emi Nagata
- Tetsu Sawaki : Makoto
- Yôsuke Saitô : Aritomo
- Kanako Fukaura : Mlle Tadokoro
- Satoshi Yamanaka : Yuji
- Ryo Iwamatsu : Le gynécologue
- Minori Terada : M. Fujikura
- Yasushi Inoue : Mayama
- Hiroshi Anan : Le chef

## Récompenses
- Prix du meilleur acteur (Seiichi Tanabe), lors des Hōchi Film Awards 2002.
- Prix de la meilleure actrice (Reiko Kataoka), lors des Kinema Junpo Awards 2002.
- Prix de la meilleure actrice (Reiko Kataoka), lors des Blue Ribbon Awards 2003.